# 尼尔保劳斯尼奥
尼尔保劳斯尼奥，是匈牙利索博尔奇-索特马尔-贝拉格州所辖的一个村。总面积14.76平方公里，总人口972，人口密度65.9人/平方公里（2011年1月1日）。